# Bubulcus coromandus
L'airone guardabuoi asiatico (Bubulcus coromandus (Boddaert, 1783)) è un uccello appartenente alla famiglia degli Ardeidi.